# Jagry
Jagry (rusky Ягры) je ostrov v oblasti Letního pobřeží Bílého moře v ústí Severní Dviny. Na ostrově se nachází přístavní město Severodvinsk a loděnice Zvezdočka.

## Dějiny
Při přípravných pracích na výstavbu nového přístavního města Severodvinsku byly provedeny geologické studie, které naznačují, že ostrov Jagry je relativně mladý, byl vytvořen cca před 1,5-2 tisíci lety díky mořským sedimentům.
Právě zde na ostrově 24. srpna 1553 zakotvila jediná přeživší loď expedice Hugha Willoughbyho Edward Bonaventure, které velel anglický navigátor a kapitán Richard Chancelor. Angličané ostrov pojmenovali "Růžový ostrov". V pamětech publikovaných v knize "Angličtí cestovatelé do Moskevského státu v 16. století" se píše: Růžový ostrov v Zátoce sv. Mikuláše je plný šarlatových a červených růží, fialek a divokého rozmarýnu. Obvod má 7 nebo 8 mil, má velmi dobré pastviny a pojmenovali jsme ho Růžový.
Obchodníci londýnské moskevské obchodní společnosti, získali od cara Ivana IV. Hrozného právo postavit si na ostrově vlastní obchodní dům. V roce 1578 se na ostrově usadili i hlavní konkurenti Angličanů na tehdejším ruském trhu - Holanďané.
V letech 1938-1953 byl na ostrově Jagry nucený pracovní tábor Jagrinlag NKVD. Vězni tábora (až 31 200 lidí) stavěli loděnici a město.

## Etymologie
V Dahlově slovníku (vysvětlující slovník ruských slov) je slovo jagra (ягра) rodu ženského a znamená "mělké písčité dno řeky, jezera, moře". Ve Slovníku regionálního archangelského dialektu publikovaném v roce 1885 se uvádí, že jagr (ягр) znamená "část pobřeží, které vyčnívá do moře a je zaplavováno přílivem".

## Příroda
V blízkosti ostrova se loví platýsi, navagy, korjušky a síhy. 
Největší řekou na ostrově je Kambalica. Největším jezerem je Čajačje. 

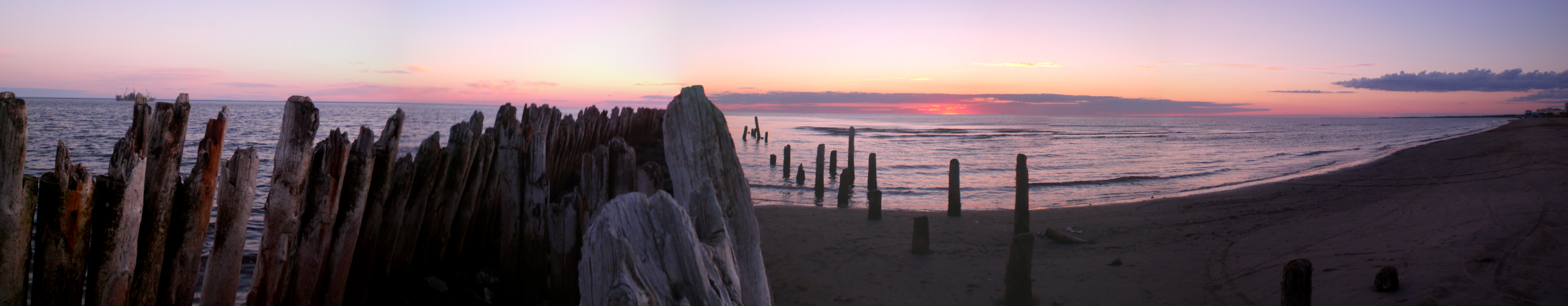
Pohled na moře z ostrova Jagry - rok 2010

Na ostrově jsou velké borové lesy, které jsou jedním z oblíbených míst obyvatel Severodvinsku pro trávení volného času.

## Sportovní zařízení
Na Jagrech je zimní stadion s ledovou arénou, sportovní areál s bazénem, lyžařská chata, jachtařský klub "Sever", základna pro kite a windsurfing.